# Riksväg 5, Finland
Riksväg 5 är en av Finlands huvudvägar. Riksvägen börjar i söder i Heinola och fortsätter norrut till Sodankylä, en sträcka på totalt cirka 900 kilometer. Från Kuopio till Sodankylä utgör Riksväg 5 en del av Europaväg 63. 
Riksväg 5 passerar följande kommuner och korsar följande vägar:
- Heinola – E 75/4
- Pertunmaa
- Mäntyharju
- S:t Michel – 13 15 62 72
- Jockas – 14
- Jorois
- Varkaus – 23
- Leppävirta
- Kuopio – E 63/9
- Siilinjärvi – 75 77
- Lapinlax
- Idensalmi – 27 87 88
- Sonkajärvi
- Kajana – 6 28
- Paldamo – 22 78 89
- Ristijärvi
- Hyrynsalmi
- Suomussalmi
- Kuusamo – 20 81
- Kemijärvi – 82
- Pelkosenniemi
- Sodankylä – E 75/4 80

## Bilder

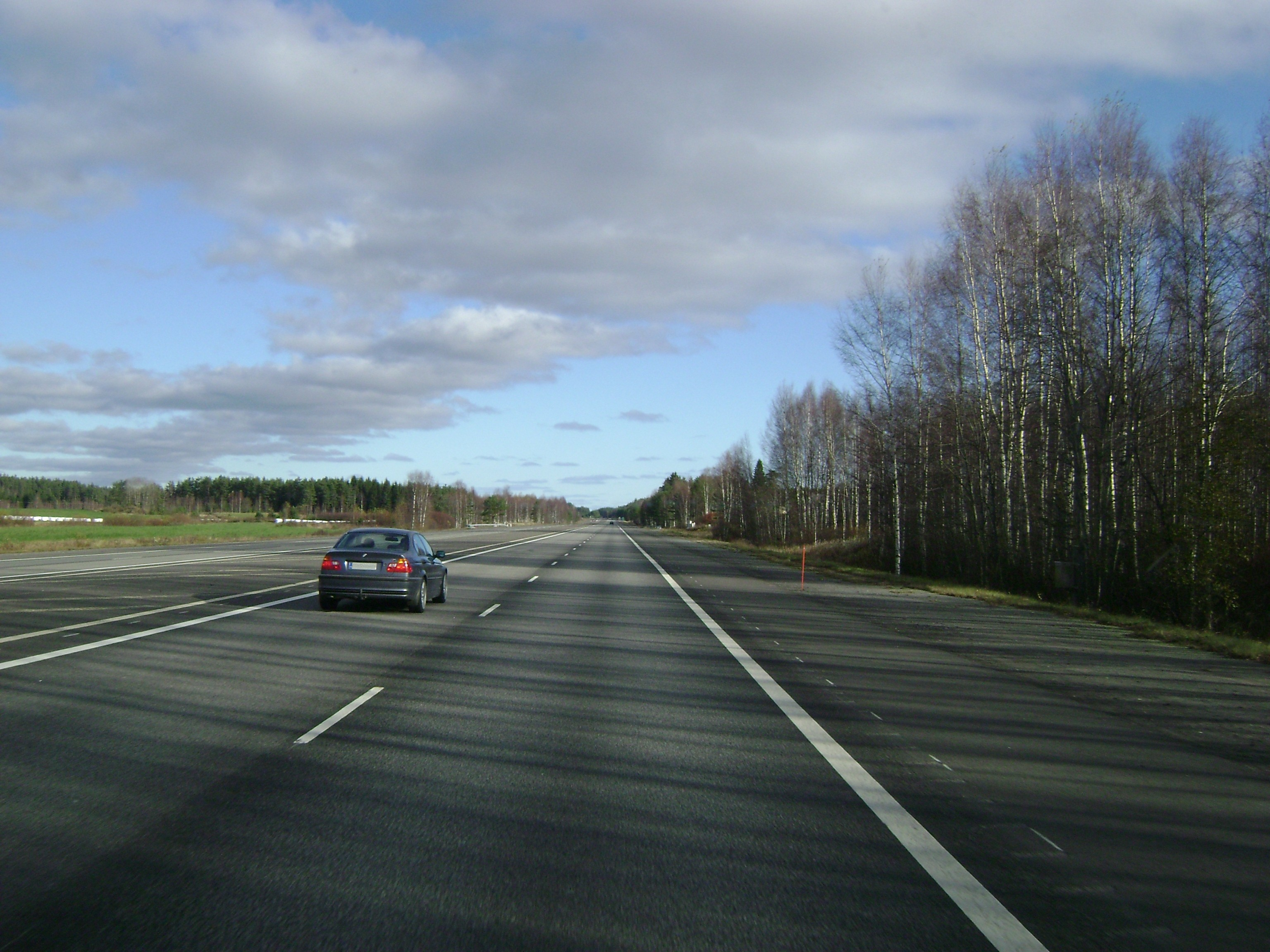
Riksvägens startpunkt i Heinola
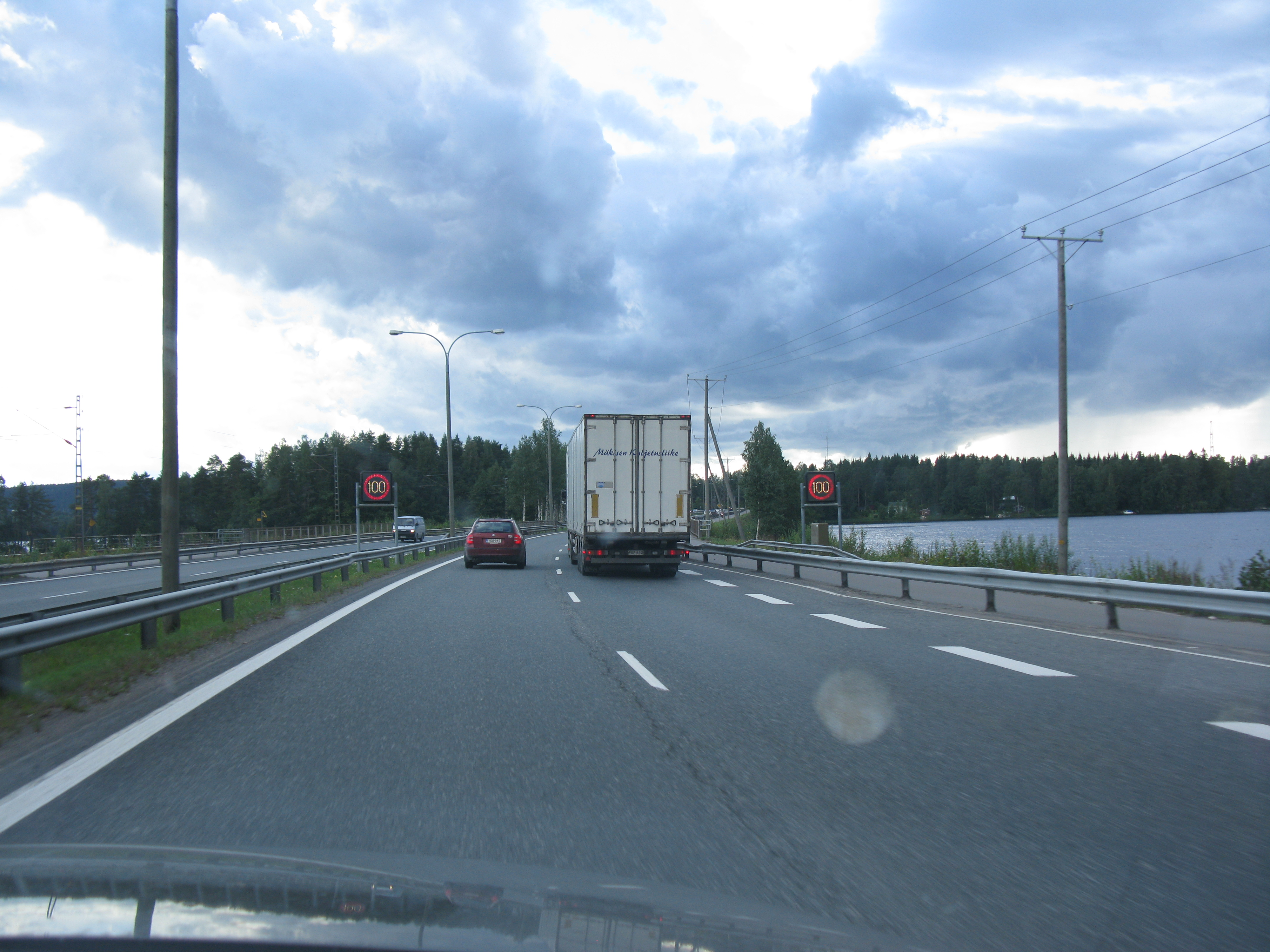
Motorväg i Kuopio
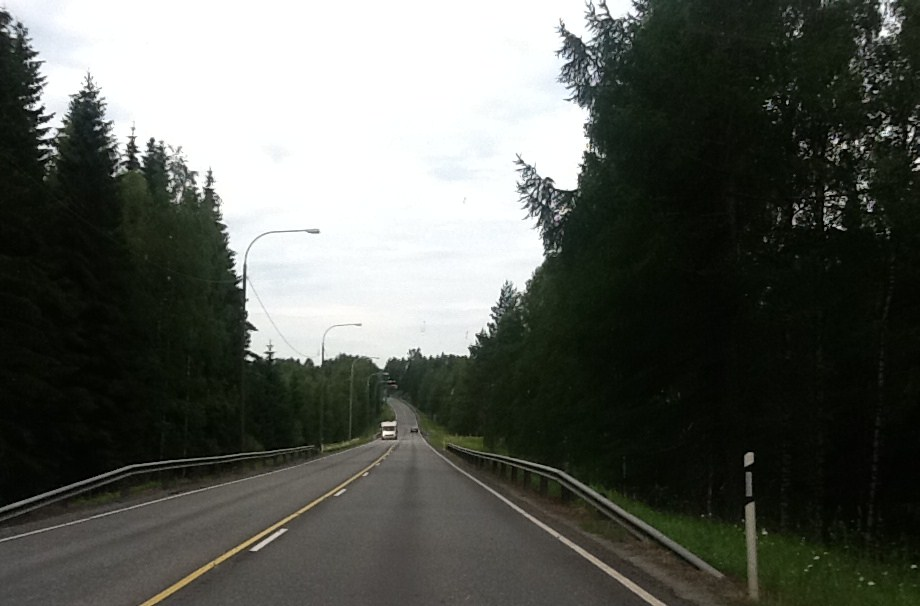
Riksväg 5 i Paltamo